# Green Buffaloes Football Club
Maillots
Actualités
Le Green Buffaloes Football Club est un club zambien de football basé à Lusaka.

## Histoire
Le club participe à cinq reprises à la Coupe des clubs champions africains, en 1974, 1975, 1976, 1978, et enfin 1982.
Il participe également à six reprises à la Coupe de la confédération, en 2004, 2005, 2007, 2008, 2018 et enfin en 2018-2019.
Il dispute enfin la Coupe de la CAF en 2003 et la Coupe des coupes en 1983.

## Palmarès
- Championnat de Zambie (4)
  - Champion : 1975, 1977, 1979, 1981

- Coupe de Zambie (1)
  - Vainqueur : 2005
  - Finaliste : 1975, 1980, 2000